# Burning Bridges (1928)
Burning Bridges é um filme dos Estados Unidos de 1928, do gênero faroeste, dirigido por James P. Hogan e lançado pela Pathé Exchange.

## Elenco
- Harry Carey ... Jim Whitely / Bob Whitely
- Kathleen Collins ... Ellen Wilkins
- William Bailey ... Jim Black (como William N. Bailey)
- David Kirby ... Crabs (como Dave Kirby)
- Raymond Wells ... Slabs
- Eddie Phillips ... Tommy Wilkins (como Edward Phillips)
- Florence Midgley ... Widow Wilkins
- Henry A. Barrows ... Ed Wilson
- Sam Allen ... Dr. Zach McCarthy